# Gleby brunatnoziemne
Gleby brunatnoziemne – rząd gleb w systematyce gleb Polski grupujący gleby brunatne oraz gleby do nich pod różnymi względami podobne. Współcześnie łączy się w tym rzędzie gleby, w których pod poziomem próchnicznym powstał rdzawy, brunatny lub czerwonawy poziom o pedogenicznej strukturze powstały przez procesy wietrzenia, transformacji i akumulacji in situ. 

## Charakterystyka
Podpowierzchniowy poziom gleb brunatnoziemnych powstaje poprzez wietrzenie fizyczne, chemiczne i biologiczne utworów macierzystych. Kluczowy jest rozkład chemiczny minerałów pierwotnych i powstanie wtórnych minerałów ilastych oraz pedogenicznych tlenków i wodorotlenków (gł. glinu i żelaza). W połączeniu z materią organiczną tworzą one stabilne kompleksy mineralno-organiczne nadające charakterystyczną barwę oraz scalające ziarna nadając glebie pedogeniczną strukturę. Równie ważne są wpływy korzeni roślin, mikroorganizmów glebowych, kluczowych w przeobrażeniach minerałów i związków organicznych, a także przekształcająca strukturę gleby fauna glebowa. 
Gleby brunatnoziemne powstają z utworów różnego pochodzenia geologicznego i uziarnienia, zarówno ubogich w kationy zasadowe, jak i zasobnych. Charakteryzują się występowaniem wietrzeniowego poziomu diagnostycznego kambik (utwory o drobniejszym uziarnieniu przeobrażone przez proces brunatnienia), siderik (piaski przeobrażone przez proces rdzawienia) lub z rzadka rubik (wzbogacenie w dostarczone przez wody gruntowe związki żelaza i manganu i ich późniejsze przemiany). W klimacie umiarkowanym wilgotnym część kationów zasadowych może ulec naturalnemu wymyciu w głąb profilu (ługowaniu) zakwaszając górną część profilu. Można spotkać wymywanie frakcji iłu, próchnicy i związków żelaza w głąb, lecz nie na tyle zaawansowane, by powstał diagnostyczny poziom iluwialny. Dalsze ługowanie w warunkach klimatu wilgotnego może z czasem prowadzić do przekształcenia w gleby płowoziemne lub bielicoziemne.
Gleby brunatnoziemne spotyka się w całej Polsce. W górach najczęstsze są gleby brunatne, powstające często z pokryw stokowych i charakteryzujące się nieciągłościami litogenicznymi. Na wyżynach spotyka się rędziny brunatne, na nizinach - gleby rdzawe, zaś w dolinach rzecznych - mady brunatne.

## Systematyka
Na przestrzeni lat zmieniały się gleby, które łączono z glebami brunatnymi w jedną grupę. 
Rząd gleb brunatnoziemnych w systematyce gleb Polski z 2019 roku dzieli się na 5 typów gleb:
- Rząd 2. Gleby brunatnoziemne (B)

- Typ 2.1. Gleby brunatne (BB)

Gleby brunatne  właściwe: A(p)-Bw-C(ca, k)(-R); Gleby brunatne wyługowane: A(p)-Bw-C(ca, k)(-R), A(p)-Btw-C(k); Gleby brunatne zbielicowane: A-AE(-Es)-Bs(hs)w-Bw-C; Gleby brunatne kwaśne: A(p)-Bw-C(-R); Gleby brunatne próchniczne: (O-)A(h, p)-Bw-C(ca, k); Gleby brunatne gruntowo-glejowe: (O-)A-Bw(gg)-Cgg; Gleby brunatne opadowo-glejowe: A-Bw(g)-Cg; Gleby brunatne rumoszowe: (O-)A(q)-Bwq-Cq(-R)
- Typ 2.2. Rędziny brunatne (BR)

Rędziny brunatne  typowe: (O-)A-Bwca-Cca(-Rca), (O-)A-Bwcs-Ccs(-Rcs); Pararędziny brunatne: (O-)A-Bwca-Cca, (O-)A-Bwck-Cck; Rędziny brunatne  rumoszowe: (O-)Aq-Bwcaq-Ccaq(-Rca); Rędziny brunatne próchniczne: (O-)A(h,p)-Bwca-Cca(-Rca), (O-)A(h,p)-Bwk-Ck, (O-)A(h,p)-Bwcs-Ccs(-Rcs)
- Typ 2.3. Mady brunatne (BF)

Mady brunatne typowe: A-Bw-C1-C2...; Mady rdzawe: A-Bv-C1-C2...; Mady brunatne próchniczne: A(h,p)-B(w,v)-C1-C2...; Mady brunatne gruntowo-glejowe: A-B(w,v)-Cgg(-G); Mady brunatne opadowo-glejowe: A-Bw(g)-Cg1-Cg2...; A-Bw(g)-Cg-Cgg
- Typ 2.4. Gleby ochrowe (BH)

Gleby ochrowe typowe: (O-)A-Bo-C; Gleby ochrowe próchniczne: (O-)A(h,p)-Bo-C; Gleby ochrowe gruntowo-glejowe: (O-)A-Bo-Cgg(-G)
- Typ 2.5. Gleby rdzawe (BV)

Gleby rdzawe typowe: (O-)A(p)-Bv-C; Gleby rdzawo-brunatne: (O-)A(p)-Bvw-C, (O-)A(p)-Bv-C-C2 lub 2C; Gleby rdzawe zbielicowane: O-AE(-Ees)-B(s, hs)-Bv-C; Gleby rdzawe próchniczne: (O-)A(h, p)-Bv-C; Gleby rdzawe gruntowo-glejowe: (O-)A-Bv-Cgg
W obowiązującej w latach 2011−2019 systematyce gleb Polski do tego rzędu zalicza się wszystkie typy gleb z dominującym procesem brunatnienia i powstałym w jego efekcie poziomem diagnostycznym cambic (Bw). 
- Rząd 3. Gleby brunatnoziemne (B)
  - Typ 3.1. Gleby brunatne eutroficzne (BE)
  - Typ 3.2. Gleby brunatne dystroficzne (BD)
  - Typ 3.3. Mady brunatne (BF)
  - Typ 3.4. Rędziny brunatne (BR)

W obowiązującej wcześniej systematyce gleb Polski z 1989 r. do tego rzędu zaliczane były:
- gleby brunatne właściwe
- gleby brunatne kwaśne
- gleby płowe